# 4377 Кореморі
4377 Кореморі (4377 Koremori) — астероїд головного поясу, відкритий 4 квітня 1987 року.
Тіссеранів параметр щодо Юпітера — 3,536.